# Henri Sillanpää
Henri Sillanpää (Tornio, 4 giugno 1979) è un ex calciatore finlandese, di ruolo portiere.